# Stig Hansson (fogde)

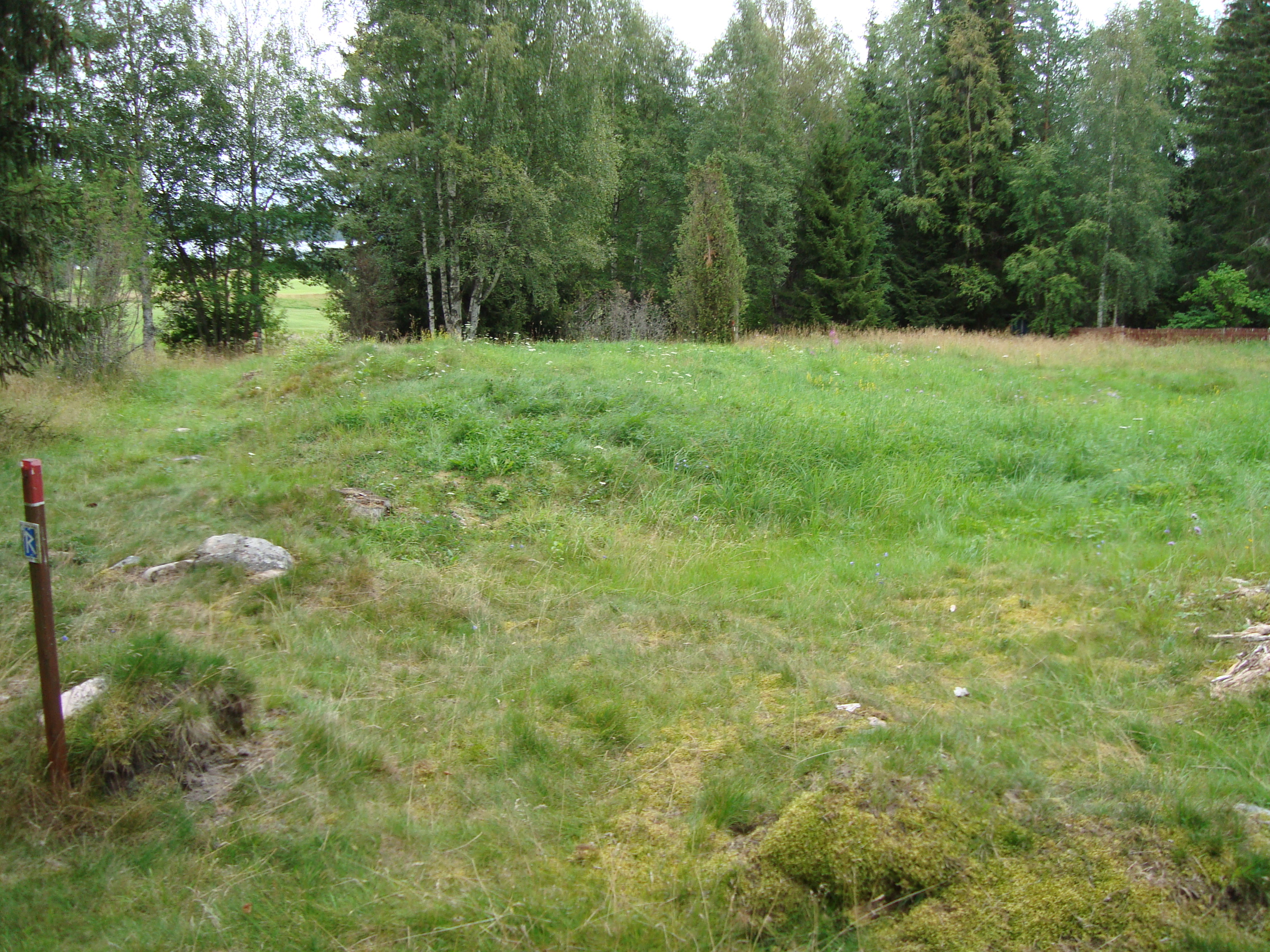
Platsen för Stig Hanssons fogdegård i Jönshyttan, Säters första kungsgård.

Stig Hansson, död 1521, var fogde över silverbrytningen i Öster Silvbergs gruva. Hanssons gård i Jönshyttan utanför Säter är numera en del i Silverringen.
Hansson lät avhysa befintliga bybor för att uppföra sätesgården Stora Ornäs och sägs även ha lett bygget av Ornässtugan. Han var far till Barbro Stigsdotter, som enligt Gustav Vasas öden och äventyr i Dalarna ska ha räddat Gustav Vasa ut från Ornässtugan. Stig Hansson var allierad med Gustav Vasa, men bytte sedan sida och avrättades för förräderi 1521.